# Жорже Фернандес
Жорже Фернандес  (порт. Jorge Luiz Fernandes Leite, 3 квітня 1962) — бразильський плавець, олімпійський медаліст.

## Виступи на Олімпіадах
| Олімпіада         | Дисципліна                            | Місце     |
| ----------------- | ------------------------------------- | --------- |
| Москва 1980       | плавання на 100 метрів вільним стилем | 8 h1 r2/3 |
| Москва 1980       | плавання на 200 метрів вільним стилем | 3 h3 r1/2 |
| Москва 1980       | естафета 4 × 200 вільним стилем       | 3         |
| Москва 1980       | комплексна естафета 4 × 100           | 8         |
| Лос-Анджелес 1984 | плавання на 200 метрів вільним стилем | 20        |
| Лос-Анджелес 1984 | естафета 4 × 100 вільним стилем       | 10        |
| Лос-Анджелес 1984 | естафета 4 × 200 вільним стилем       | 9         |
| Сеул 1988         | плавання на 50 метрів вільним стилем  | 37        |
| Сеул 1988         | плавання на 100 метрів вільним стилем | 33        |
| Сеул 1988         | естафета 4 × 100 вільним стилем       | 12        |
| Сеул 1988         | естафета 4 × 200 вільним стилем       | 10        |